# Коронавірусна хвороба 2019 у Мелільї
Епідемія коронавірусної хвороби 2019 у Мелільї — це поширення пандемії коронавірусної хвороби 2019 на територію іспанського володіння, що має статус автономного міста, Мелілья. Перший випадок хвороби на території міста зареєстрований 10 березня 2020 року.

## Хронологія
10 березня 2020 року підтверджено, що чоловік, який прибув з Піренейського півострова, став першим зареєстрованим випадком коронавірусної хвороби в африканській іспанській території Мелілья.
До 16 квітня 2020 року в місті підтверджено загалом 103 випадки хвороби, 27 з яких одужали, 2 хворих померли. Станом на 16 лютого 2021 року на території міста було підтверджено 6675 випадків хвороби, з яких 472 хворих були госпіталізовані та 62 померли.